# Dolina Małej Panwi
Dolina Małej Panwi este o arie protejată (sit de importanță comunitară — SCI) din Polonia întinsă pe o suprafață de 1.138,95 ha, integral pe uscat.

## Localizare
Centrul sitului Dolina Małej Panwi este situat la coordonatele 50°36′26″N 18°29′45″E / 50.6073°N 18.4957°E.

## Înființare
Situl Dolina Małej Panwi a fost declarat sit de importanță comunitară în octombrie 2009 pentru a proteja 11 specii de animale.

## Biodiversitate
Situată în ecoregiunea continentală, aria protejată conține 9 habitate naturale: Lacuri eutrofice naturale cu vegetație de tip Magnopotamion sau Hydrocharition, Cursuri de apă de la nivel de câmpie la nivel montan, cu vegetație Ranunculion fluitantis și Callitricho-Batrachion, Pajiști cu Molinia pe soluri calcaroase, turboase sau argilos-nămoloase (Molinion caeruleae), Fânețe de joasă altitudine (Alopecurus pratensis, Sanguisorba officinalis), Mlaștini turboase de tranziție și turbării mișcătoare, Mlaștini alcaline, Păduri de stejar și carpen Galio-Carpinetum, Mlaștini împădurite, Păduri aluvionare cu Alnus glutinosa și Fraxinus excelsior (Alno-Padion, Alnion incanae, Salicion albae).
La baza desemnării sitului se află mai multe specii protejate:
- amfibieni (2): buhai de baltă cu burta roșie (Bombina bombina), triton cu creastă (Triturus cristatus)
- mamifere (3): castor (Castor fiber), vidră de râu (Lutra lutra), liliac comun (Myotis myotis)
- nevertebrate (2): rădașcă (Lucanus cervus), Osmoderma eremita
- pești (3): cicar (Lampetra planeri), țipar (Misgurnus fossilis), boarță (Rhodeus amarus)
- reptile (1): țestoasa de baltă (Emys orbicularis)